# Хейдар-алат
Хейдар-алат (перс. حيدرالات) — село в Ірані, у дегестані Ґураб-Пас, в Центральному бахші, шагрестані Фуман остану Ґілян. За даними перепису 2006 року, його населення становило 716 осіб, що проживали у складі 173 сімей.

## Клімат
Середня річна температура становить 14,21°C, середня максимальна – 28,28°C, а середня мінімальна – 0,23°C. Середня річна кількість опадів – 698 мм.
| Клімат поселення                              | Клімат поселення | Клімат поселення | Клімат поселення | Клімат поселення | Клімат поселення | Клімат поселення | Клімат поселення | Клімат поселення | Клімат поселення | Клімат поселення | Клімат поселення | Клімат поселення | Клімат поселення |
| Показник                                      | Січ.             | Лют.             | Бер.             | Квіт.            | Трав.            | Черв.            | Лип.             | Серп.            | Вер.             | Жовт.            | Лист.            | Груд.            |                  |
| Середній максимум, °C                         | 12,14            | 11,74            | 12,72            | 17,39            | 20,74            | 26,70            | 28,28            | 28,11            | 23,39            | 20,62            | 16,84            | 12,45            |                  |
| Середня температура, °C                       | 6,37             | 5,97             | 6,95             | 11,64            | 14,97            | 20,92            | 23,95            | 23,77            | 19,05            | 16,28            | 12,49            | 8,10             |                  |
| Середній мінімум, °C                          | 0,60             | 0,23             | 1,19             | 5,88             | 9,22             | 15,17            | 19,59            | 19,42            | 14,70            | 11,95            | 8,16             | 3,75             |                  |
| Норма опадів, мм                              | 68               | 57               | 69               | 60               | 39               | 22               | 14               | 28               | 61               | 90               | 80               | 110              |                  |
| Середньомісячна швидкість вітру, м/с          | 2.18             | 2.32             | 2.40             | 2.36             | 2.20             | 2.30             | 2.55             | 2.30             | 1.96             | 2.06             | 1.92             | 1.96             |                  |
| Середньомісячна сонячна радіація, кДж/м²·день | 7037             | 9235             | 11369            | 15889            | 19812            | 22353            | 23090            | 19778            | 16182            | 11269            | 8733             | 6788             |                  |
| --------------------------------------------- | ---------------- | ---------------- | ---------------- | ---------------- | ---------------- | ---------------- | ---------------- | ---------------- | ---------------- | ---------------- | ---------------- | ---------------- | ---------------- |
| Джерело:                                      |                  |                  |                  |                  |                  |                  |                  |                  |                  |                  |                  |                  |                  |